# Küläsz Bajseitowa
Küläsz (Gülbahram) Żasynkyzy Bajseitowa (kaz. Күләш Жасынқызы Байсеитова; prawdziwe imię Gülbahram, kaz. Гүлбаһрам; ur. 20 kwietnia 1912 w Wiernym, zm. 6 czerwca 1957 w Moskwie) – kazachska i radziecka artystka operowa (sopran liryczno-koloraturowy), Ludowy Artysta ZSRR.

## Życiorys
Uchodzi za jedną z założycielek kazachskiej sztuki operowej. Karierę rozpoczęła od występów amatorskich, od 1934 była solistką Teatru Muzycznego, a od 1937 – Kazachskiego Teatru Opery i Baletu. Stworzyła żywe obrazy muzyczne i sceniczne w operach kazachskich, była pierwszym wykonawcą głównych ról w operach „Kyz-Żybek”, „Jer-Targyn” Brusiłowskiego, „Byrżan-Sara” Tölebajewa (Nagroda Państwowa ZSRR w 1949) i wielu innych. Występowała jako pieśniarka koncertowa (Nagroda Państwowa ZSRR w 1948). 

## Działalność polityczna
Była członkiem KPZR od 1943, delegatem do Rady Najwyższej Kazachskiej SRR 1 i 3 kadencji.

## Nagrody i odznaczenia
Była odznaczona Orderem Lenina i Orderem Czerwonego Sztandaru Pracy. Jako najmłodsza w historii tego wyróżnienia (mając 24 lata) otrzymała tytuł Ludowy Artysta ZSRR.